# Dai Nippon Butoku Kai

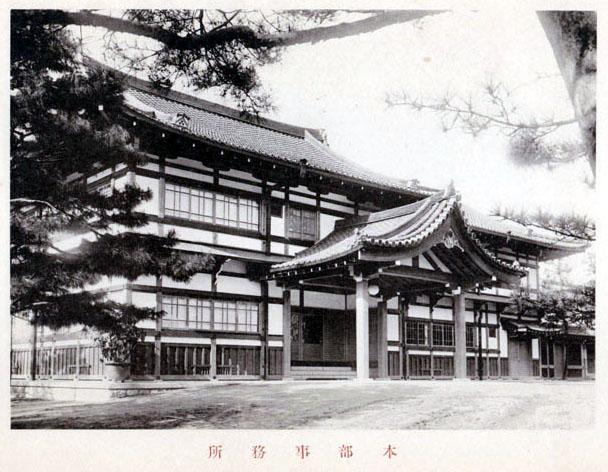
Butokuden år 1899

Dai Nippon Butoku Kai (DNBK) 大日本武徳会 (engelska: "Greater Japan Martial Virtue Society") är en japansk kampsportsorganisation grundad 1895 i Kyoto.

## Historia

### Meijiperioden (1868–1912)
Dai Nippon Butoku Kai (DNBK) grundades 1895 av ministeriet för utbildning och med stöd av kejsare Meiji. Dess syfte vid den tiden var att standardisera kampsportssystemet över hela Japan. Detta var den första officiella kampsportorganisationen som sanktioneras av regeringen i Japan. Den skulle främja krigskonsten bland samurajkrigare och historiska kunskaper i krigskonst.
Under en tid då utländskt inflytande sågs som ett hot mot japansk identitet, bildades DNBK främst för att bevara de japanska kulturella traditionerna såsom bugei och bushido.  För att underlätta bevarandet av  dessa traditioner, fick gruppen tillstånd av Meiji-regeringen att:
- anordna utställningar och turneringar
- samla vapen och utrustning
- upprätta dokument som i detalj beskriver den klassiska stridskonsten, samt
- publicera kampsportrelaterat material

### Efter andra världskriget
År 1946, efter andra världskriget utfärdade befälhavaren för de allierades styrkor ett direktiv för att upplösa alla militärt relaterade organisationer och Nippon Butoku-kai (DNBK) lades ner. År 1953 återupprättades det nuvarande DNBK med nya stadgar och en ny filosofisk vision. De nya målen för DNBK betonar bevarandet av den klassiska krigskonsten och återupprättandet av arvet, framhäver krigskonstens förtjänster och främjande av utbildning och samhällstjänst genom utbildning i kampsport.
Den första officiella avdelningen utanför Japan grundades i Virginia (USA) och 1985 startades en avdelning på USA:s östkust. År 1992 grundades en internationell organisation med
Tesshin Hamada som ledare. Sedan  2011 har DNBK officiella representanter och samordnare i Kanada, Storbritannien, Italien, Belgien, Portugal, Israel, Ungern, Ryssland, Tyskland, Spanien, Malta, Frankrike, USA, Australien, Rumänien, Schweiz, Armenien, Chile, Schweiz, Grekland, Gibraltar, Österrike och Nepal.

## Kampsportgrenar
Grenar som officiellt godkänts och erkänts av Dai Nippon Butoku Kai (DNBK) är:

- Aikido
- Daitō-ryū Aiki-jūjutsu
- Jōjutsu
- Judo
- Jujutsu
- Karate
- Kendo
- Kosshijutsu
- Kyūjutsu
- Iaidō
- Okinawan kobudō
- Sōjutsu

## Auktorisation
Honbu Dai Nippon Butoku Kai (DNBK) godkänner och certifierar de olika grenarna. År 2011 har DNBK registrerat närmare 2000 Yudansha i 35 länder.